# Лептура
Тонкохвістка (Leptura Linnaeus, 1758) — рід жуків з родини Скрипунових. 
В Україні поширено 5 видів:
- Тонкохвістка золотава (Leptura aurulenta Fabricius, 1792)
- Тонкохвістка чотрисмуга (Leptura quadrifasciata Linnaeus, 1758)
- Тонкохвістка чорна (Leptura aethiops Poda, 1761)
- Тонкохвістка кільчаста (Leptura annularis Fabricius, 1801)
- Тонкохвістка персиста (Leptura thoracica Creutzer, 1799)